# Feldbahn Piesberg
| Ausfahrt aus dem „Canyon“ |                                   |                               |              |
| Streckenverlauf |                                   |                               |              |
| Streckenlänge: | früher circa 110 km, heute 2,1 km |                               |              |
| Spurweite: | früher 575 mm, heute 600 mm       |                               |              |
| Maximale Neigung: | 30 ‰                              |                               |              |
| Streckengeschwindigkeit: | 20 km/h                           |                               |              |
| |                                   |                               |              |
| \| \| - 1,3 \| Stüveschacht \| Stüveschacht \| \| \| - 0,7 \| Siebenbürgen \| Siebenbürgen \| \| \| \| Gabionenwand \| \| \| \| 0,0 \| Haseschacht \| Haseschacht \| \| \| 0,2 \| Schlammteich \| Schlammteich \| \| \| \| Garagen \| \| \| \| \| Ladegleis \| \| \| \| \| Brücke über Steinbruchzufahrt \| \| \| \| \| „Canyon“ \| \| \| \| 0,8 \| Südstieg \| Südstieg \| |                                   |                               |              |
| Kopfbahnhof Streckenanfang | - 1,3                             | Stüveschacht                  | Stüveschacht |
| Haltepunkt / Haltestelle | - 0,7                             | Siebenbürgen                  | Siebenbürgen |
| |                                   | Gabionenwand                  |              |
| Bahnhof | 0,0                               | Haseschacht                   | Haseschacht  |
| Haltepunkt / Haltestelle | 0,2                               | Schlammteich                  | Schlammteich |
| Abzweig geradeaus und nach links · Betriebsstelle Streckenende und quer |                                   | Garagen                       | Garagen      |
| Betriebsstelle Streckenanfang und quer · Abzweig geradeaus und nach rechts |                                   | Ladegleis                     | Ladegleis    |
| |                                   | Brücke über Steinbruchzufahrt |              |
| |                                   | „Canyon“                      |              |
| Kopfbahnhof Streckenende | 0,8                               | Südstieg                      | Südstieg     |

Die Feldbahn Piesberg ist eine touristisch genutzte Schmalspurbahn bei Osnabrück mit einer Spurweite von 600 mm. Sie wird vom gleichnamigen Verein, Feldbahn Piesberg Osnabrück e. V. betrieben. Dieser war ursprünglich im Ostercappelner Ortsteil Hitzhausen ansässig und bezog 2009 sein neues Domizil am Piesberg.
Die Feldbahn ist neben dem Museum Industriekultur Osnabrück und den Osnabrücker Dampflokfreunden eine der größeren Attraktionen im Kultur- und Landschaftspark Piesberg.

## Geschichte
Das Gebiet am Piesberg gehört zum Ibbenbürener Steinkohlenrevier. Bereits im 15. Jahrhundert begann man die Anthrazitsteinkohle abzubauen, diese wurde im Laufe der Zeit immer bedeutsamer, sodass bald eine Umfangreiche Infrastruktur geschaffen wurde. Später begann man außerdem Piesbergsandstein abzubauen. Der Steinbruch war zeitweise einer der größten Mitteleuropas. Der Kohlebergbau wurde 1898 aufgrund von Wasserhaltungsproblemen aufgegeben, der Sandsteinabbau hält jedoch bis heute an. Im Zweiten Weltkrieg wurde der Kohlebergbau kurz wieder aufgenommen
Hauptartikel: Zeche Piesberg, Piesberg

### Feldbahn
Um die Kohle und den Sandstein besser abtransportieren zu können, wurden 1833 Förderwagen eingeführt, die auf hölzernen Schienen liefen. Diese stellten die erste Form der Eisenbahn in der Region dar. In den 1880er Jahren begann man die Wagen von Pferden ziehen zu lassen, was große Kapazitätssteigerungen mit sich brachte. Im Jahr 1857 wurde außerdem eine normalspurige Anschlussbahn eröffnet. Technische Entwicklungen machten es möglich ab dem Jahre 1912 die ersten Benzollokomotiven der Firma Deutz zu verwenden, diese ersetzten bald die Pferde. Ab 1930 wurden die Benzolloks nochmals durch wirtschaftlichere Dieselloks desselben Herstellers ersetzt.
Das Streckennetz erreichte eine maximale Ausdehnung von mehr als 110 km, auf dem bis zu 20 Lokomotiven und über 2000 Loren im Einsatz waren. Dabei hatte es eine recht ungewöhnliche Spurweite von 575 mm.
Ab dem Jahre 1957 wurde die Feldbahn schrittweise durch Lastwagen ersetzt, bis sie in den 1960er Jahren komplett stillgelegt und abgebaut wurde. Die meisten Fahrzeuge wurden verschrottet, einige wenige an andere Feldbahnbetriebe verkauft. Der Verein besitzt unter anderem eine Lokomotive und zwei Loren, die früher am Piesberg eingesetzt wurden.

### Museumsfeldbahn
Im Jahr 2008 musste der Verein „Museum für feldspurige Industriebahnen e. V.“ ein seit 1988 genutztes Gelände in Ostercappeln-Hitzhausen verlassen, weil dieses anderweitig genutzt werden sollte. In Kooperation mit dem Museum Industriekultur (Osnabrück) konnte der Verein zum Piesberg umziehen. Ein früheres Pumpenhaus der Piesberger Steinindustrie, das sich unweit vom Haseschachtgebäude, dem Hauptgebäude des Museums Industriekultur, befindet, wurde entkernt und bis 2009 zu einem Lokschuppen mit Werkstatt umgebaut. In diesem Jahr begann man ebenfalls mit dem Bau der Südstrecke. Teile der Fahrzeugsammlung des Vereins wurden nach Osnabrück transportiert und zum „Bergfest“ am 6. September 2009 konnten erste öffentliche Fahrten im Bereich des Industriemuseums angeboten werden. Die Baumaßnahmen wurden unter anderem von der Deutschen Bundesstiftung Umwelt mit über 30.000 € gefördert.
Im April 2011 wurde die gesamte Südstrecke vom „Bahnhof Haseschacht“ bis zum „Bahnhof Südstieg“ sowie ein Abzweig zum „Deponieparkplatz“ eröffnet, damit hatten die Gleisanlagen eine Gesamtlänge von 1,2 km. Im Bereich des „Haltepunktes Schlammteich“ wurden außerdem, neben dem ehemaligen Pumpenhaus, Garagen zur Unterbringung von Fahrzeugen errichtet.
Der „Bahnhof Haseschacht“ wurde 2019 dreigleisig ausgebaut.
Im Jahr 2017 wurde die Förderung für eine 2,6 km lange Streckenerweiterung Nord vom „Bahnhof Haseschacht“ nach Lechtingen bewilligt. Die Strecke soll teilweise auf der Trasse der ehemaligen Feldbahn verlaufen und am „Stüveschacht“ vorbeiführen. 2018 begann man mit Rodungsarbeiten entlang der Trasse. 2020 wurde sie bis zum „Stüveschacht“ geschottert und 2021 wurden die Gleise gelegt, sodass sie noch im selben Jahr bis zum „Stüveschacht“ eröffnet werden konnte. Da sich die Baukosten jedoch um zwei Drittel erhöhten, setzte man die geplante Verlängerung zum Grubenweg nach Lechtingen zunächst nicht um.

## Strecken des Vereins
Die beiden Strecken des Vereins führen meist durch Bewaldetes Gebiet und umschließen den Steinbruch Piesberg auf Westlicher Seite in einem Halbkreis. Die Fahrten beginnen im „Bahnhof Am Haseschacht (zuvor Industriemuseum)“, in jeweils westliche und östliche Richtung.

### Südstrecke
Die Südstrecke führt vom „Bahnhof Am Haseschach“t in östlicher Richtung zunächst durch ein kleines Waldstück über eine ehemalige Feldbahntrasse und im Anschluss ein Stück entlang der früheren Mülldeponie. Im Verlauf dieser Trasse zweigen kurz hinter dem „Bedarfshaltepunkt Schlammteich“ zwei Gleise ab. Das rechte Nebengleis ist ein Bedarfsgleis Richtung Recyclinghof. Am Ende des Gleises befindet sich der Parkplatz am Recyclinghof. Der wichtigere Streckenast in Richtung Südstiegtreppe geht links ab, Richtung Piesberg-Felsrippe. Kurz vor der Brücke ist links das Betriebsgelände der Steinindustrie zu sehen. Wenige Meter weiter erfolgt die Querung der Steinbruchzufahrt mittels eines 8 Meter hohen Dammes und einer fast 40 Meter langen Brücke. Danach schließt sich ein ca. 100 Meter langer Geländeeinschnitt, der so genannte Canyon, von knapp 6 Metern Tiefe an, der durch den Fels getrieben wurde. Weiter geht es den Berg hinauf und der Endpunkt, der „Bahnhof am Südstieg“, ist unterhalb des Aufstiegs erreicht. Hier kann man über 350 Stufen eine Aussichtsplattform auf der Felsrippe erreichen. Die Südstrecke ist bis hierhin 850 Meter lang.

### Nordstrecke
Die Nordstrecke führt zunächst in westlicher Richtung am ehemaligen Pumpenhaus, heute Lokschuppen, vorbei. Wenige Meter weiter entlang des Fürstenauer Wegs, führt die Strecke über eine Tragplatte dicht an einem ehemaligen Steinbruch entlang. Vom Zug aus hat man einen guten Blick in die Tallage und einen kleinen Teil des Betriebsgeländes der Steinindustrie von damals und aktuell von heute. Die Strecke führt weiter Richtung Norden, vorbei am Anstieg zum Aussichtsplatz West und entlang der Gabionenwand, unterhalb des Wasserwerks Hollage geht die Fahrt weiter. Danach fährt der Zug in die Waldstrecke weiter Richtung Norden ein. Die Fahrt geht etwa 100 m entlang eines ehemaligen Schlammteichs. Weiter geht die Fahrt durch den „Haltepunkt Siebenbürgen“, vorbei an der ehemaligen Bremsstation, diese soll später einmal aufgearbeitet werden. Die Fahrt führt dann über einen Abschnitt einer alten Feldbahntrasse aus Steinbruchzeiten entlang der Steinbruchkante eines weiteren ehemaligen Steinbruchs. Wenig später erreicht die Strecke das Naturdenkmal Altsteinruch, bevor der Zug in den derzeitigen „Endbahnhof Am Stüveschacht“ einfährt. Von dort aus kann man den ehemaligen Stüveschacht besichtigen. Die Nordstrecke ist 1300 Meter lang.

## Fahrzeuge
Der Verein besitzt neben verschiedenen Personen - und Güterwagen 27 Lokomotiven
| Nummer | Name         | Hersteller        | Typ          | Fabrik Nr. | Baujahr | Motor       | Leistung | Gewicht | Zustand         | Bild |
| ------ | ------------ | ----------------- | ------------ | ---------- | ------- | ----------- | -------- | ------- | --------------- | ---- |
| 01     | Saarbrücken  | Deutz             | OME 117 F    | 19836      | 1937    | 1 Zyl. 2 T. | 11 PS    | 2,8 To. | Abgestellt      |      |
| 02     | Schwegermoor | Deutz             | OMZ 117 F    | 36566      | 1941    | 2 Zyl. 4 T. | 28 PS    | 4,6 To. | Abgestellt      |      |
| 03     | Holperdorp   | Deutz             | A 2M 512 F   | 55324      | 1952    | 2 Zyl. 4 T. | 30 PS    | 6,5 To. | Betriebsfähig   |      |
| 04     | Piesberg     | Deutz             | A 2M 512 F   | 56042      | 1955    | 2 Zyl. 4 T. | 30 PS    | 6,5 To. | Betriebsfähig   |      |
| 05     | Köndringen   | Diema             | DS 30        | 1380       | 1950    | 3 Zyl. 4 T. | 45 PS    | 5,0 To. | Betriebsfähig   |      |
| 06     | Bockhorn     | Diema             | DS 12        | 1648       | 1954    | 1 Zyl. 4 T. | 12 PS    | 2.8 To. | Betriebsfähig   |      |
| 07     | Rehden       | Diema             | DS 20        | 2584       | 1963    | 2 Zyl. 4 T. | 26 PS    | 3,5 To. | In Aufarbeitung |      |
| 08     | Zwolle       | Diema             | DS 30        | 2613       | 1963    | 4 Zyl. 4 T. | 45 PS    | 5,0 To. | Betriebsfähig   |      |
| 09     | Ditzum       | Diema             | DS 14        | 3004       | 1968    | 2 Zyl. 4 T. | 16 PS    | 2,3 To. | Betriebsfähig   |      |
| 10     | Twist        | Diema             | DS 30        | 1866       | 1956    | 3 Zyl. 4 T. | 45 PS    | 5,0 To  | In Aufarbeitung |      |
| 11     | Barnstorf    | Schöma            | Lo 10        | 150        | 1935    | 1 Zyl. 2 T. | 10 PS    | 2,5 To  | Betriebsfähig   |      |
| 12     | Bremen       | Schöma            | Lo 40        | 334        | 1938    | 2 Zyl. 4 T. | 45 PS    | 5,0 To. | Betriebsfähig   |      |
| 13     | Süntel       | Schöma            | Lo 28        | 964        | 1948    | 2 Zyl. 4 T. | 16 PS    | 3.5 To. | Abgestellt      |      |
| 14     | Holdorf      | Schöma            | CDL 20       | 1599       | 1954    | 2 Zyl. 4 T. | 29 PS    | 3,0 To. | Betriebsfähig   |      |
| 15     | Nenndorf     | Schöma            | Lo 16        | -          | -       | 2 Zyl. 4 T. | 16 PS    | 2.5 To. | Abgestellt      |      |
| 16     | Berlin       | Henschel          | DG 26        | 2253       | 1949    | 2 Zyl. 4 T. | 30 PS    | 5,4 To. | Abgestellt      |      |
| 17     | Heide        | Henschel          | DG 13        | 2149       | 1950    | 1 Zyl. 4 T. | 15 PS    | 3,2 To. | Abgestellt      |      |
| 18     | Würgendorf   | Jung              | ZL 105       | 10031      | 1941    | 2 Zyl. 2 T. | 24 PS    | 5,4 To. | Betriebsfähig   |      |
| 19     | Rumfleth     | Jung              | EL 110       | 11544      | 1951    | 1 Zyl. 2 T. | 12 PS    | 4,0 To. | Betriebsfähig   |      |
| 20     | Antwerpen    | O&K               | MD 2b        | 25477      | 1952    | 2 Zyl. 4 T. | 30 PS    | 6,0 To  | Abgestellt      |      |
| 21     | Peißenberg   | Deutz - Ruhrtaler | KML 8 G      | 55036      | 1946    | 1 Zyl. 4 T. | 9 PS     | 2,7 To  | Betriebsfähig   |      |
| 22     | Louisenthal  | Ruhrtaler         | DGL 42/S2    | 2765       | 1948    | 2 Zyl. 4 T. | 45 PS    | 8,0 To  | Abgestellt      |      |
| 23     | Dortmund     | Gmeinder          | 10/12        | 3571       | 1941    | 1 Zyl. 4 T. | 12 PS    | 2,8 To  | Abgestellt      |      |
| 24     | Campemoor    | Hatlapa           | Junior       | 3817       | 1948    | 1 Zyl. 4 T. | 6 PS     | 0,8 To  | In Aufarbeitung |      |
| 25     | Andorf       | Jenbach           | JW 15        | 1159       | 1953    | 1 Zyl. 4 T. | 15 PS    | 2,0 To  | Abgestellt      |      |
| 26     | Osnabrück    | Strüver           | Schienenkuli | 60568      | 1965    | 1 Zyl. 4 T. | 6 PS     | 0,7 To  | Betriebsfähig   |      |
| 27     | Hunteburg    | Schöma            | GAS FBB      | 748        | 1944    | 2 Zyl. 4 T. | 28 PS    | 2,8 To  | Abgestellt      |      |

## Projekte
Geplant ist eine Ausstellungs - und Reperauturhalle nahe dem Haltepunkt Schlammteich. Das Gebäude soll Ausstellungsräume mit Museum, Sozialräume und ein Besuchercafé enthalten. Später sollen dort die Fahrzeuge, Wagen sowie verschiedene andere Exponate ausgestellt werden.